# Zaliztsi
Zaliztsi (ucraniano: Залі́зці; polaco: Załoźce) es un asentamiento de tipo urbano de Ucrania, perteneciente al raión de Ternópil en la óblast de Ternópil.

## Localización
Se ubica unos 25 km al noroeste de la capital regional Ternópil, sobre la carretera P39 que lleva a Brody.

## Historia
Se conoce la existencia del pueblo en documentos desde 1483, cuando se menciona como un feudo de los señores de Olesko. En 1520, Segismundo I Jagellón el Viejo le concedió el Derecho de Magdeburgo. En 1603-1604, Zaliztsi fue uno de lugares desde donde el impostor Dimitri I preparó su llegada al trono en el Zarato ruso, pues la localidad pertenecía entonces a su suegro Jerzy Mniszech, quien perdió Zaliztsi al hipotecarla para financiar la campaña de Dimitri. En la partición de 1772 se incorporó al Imperio Habsburgo, hasta que en 1920 se integró en la Segunda República Polaca. Tras la Segunda Guerra Mundial pasó a formar parte de la RSS de Ucrania, que le dio el estatus de asentamiento de tipo urbano en 1961. Hasta 2020 pertenecía al raión de Zbóriv.

## Demografía
En 2019, el asentamiento tenía una población de 2649 habitantes. Desde 2016 sede de un municipio con una población total de diez mil habitantes, que incluye como pedanías 17 pueblos: Biloholovy, Bilokrynytsia, Blij, Hayí-za-Rudoyu, Hayí-Roztotski, Zahirya, Mylne, Petérpyntsi, Panásivka, Pidberiztsi, Pishchane, Rátyshchi, Réniv, Seretets, Trostianets, Chystopady y Chorni Lis.